# 2013년 한국프로야구 포스트시즌
2013 한국야쿠르트 7even 프로야구 포스트시즌은 10월 8일부터 넥센 히어로즈와 두산 베어스와의 준 플레이오프를 시작으로 11월 1일까지 진행되었다.

## 진출팀 소개
포스트시즌 진출팀은 삼성 라이온즈(한국시리즈 직행), 넥센 히어로즈, LG 트윈스, 두산 베어스 이상 4개팀으로, 삼성 라이온즈는 3년 연속 정규시즌 우승을 차지하며 한국시리즈에 직행했고, 두산 베어스는 2년 연속 포스트시즌에 진출하였다. 넥센 히어로즈는 2008년 출범이후 처음으로 포스트시즌에 진출하였으며, LG 트윈스는 2002년 시즌이후 11년 만에 진출하는 포스트시즌이자 16년 만에 플레이오프에 직행하였다. 이로써 서울을 연고지로 하는 세 개팀이 모두 포스트시즌에 진출하게 되었으며 특히 두산 베어스가 이번 대회에서 준플레이오프에서 한국시리즈까지 계속 승리의 행진을 이어나가는 성과를 거두었고 비록 한국시리즈에서 삼성 라이온즈에게 졌지만 치열한 대결을 펼쳤다.

## 대진표
|  | 준플레이오프 | 준플레이오프  | 준플레이오프 |  |  | 플레이오프 | 플레이오프  | 플레이오프 |  |  | 한국시리즈 | 한국시리즈    | 한국시리즈 |
|  |              |               |              |  |  |            |             |            |  |  |            |               |            |
|  |              |               |              |  |  |            |             |            |  |  | 1          | 삼성 라이온스 | 4          |
|  |              |               |              |  |  | 2          | LG 트윈스   | 1          |  |  | 4          | 두산 베어스   | 3          |
|  | 3            | 넥센 히어로즈 | 2            |  |  | 4          | 두산 베어스 | 3          |  |  |            |               |            |
|  | 4            | 두산 베어스   | 3            |  |  |            |             |            |  |  |            |               |            |

## 준플레이오프

### 출장자 명단

#### 넥센 히어로즈
- 감독 - 염경엽
- 코치 - 이강철, 심재학, 김동수, 최상덕, 홍원기, 최만호, 김수경, 허문회
- 투수 - 브랜던 나이트, 앤디 밴 헤켄, 손승락, 한현희, 김영민, 송신영, 오재영, 이정훈, 문성현, 강윤구, 마정길 (11명)
- 포수 - 허도환, 박동원 (2명)
- 내야수 - 강정호, 김민성, 김지수, 박병호, 서건창, 서동욱, 유재신 (7명)
- 외야수 - 문우람, 오윤, 유한준, 이성열, 이택근, 장기영, 송지만 (7명)

#### 두산 베어스
- 감독 - 김진욱
- 코치 - 황병일, 송재박, 정명원, 강성우, 장원진, 권명철, 김민재, 조원우
- 투수 - 김선우, 이재우, 정재훈, 노경은, 오현택, 유희관, 홍상삼, 윤명준, 변진수, 더스틴 니퍼트, 데릭 핸킨스 (11명)
- 포수 - 양의지, 최재훈 (2명)
- 내야수 - 홍성흔, 손시헌, 최준석, 이원석, 오재원, 김재호, 오재일, 최주환, 허경민 (9명)
- 외야수 - 임재철, 이종욱, 김현수, 민병헌, 정수빈 (5명)

### 경기 기록
| 일시                                                          | 경기  | 원정팀(선공)  | 스코어 | 홈팀(후공)    | 개최 구장             | 개시 시각 | 관중수   | 경기 MVP               |
| ------------------------------------------------------------- | ----- | ------------- | ------ | ------------- | --------------------- | --------- | -------- | ---------------------- |
| 10월 8일(화)                                                  | 1차전 | 두산 베어스   | 3 - 4  | 넥센 히어로즈 | 목동야구장            | 18시 00분 | 7,716명  | 이택근 (넥센 히어로즈) |
| 10월 9일(수)                                                  | 2차전 | 두산 베어스   | 2 - 3  | 넥센 히어로즈 | 목동야구장            | 14시 00분 | 10,500명 | 김지수 (넥센 히어로즈) |
| 10월 11일(금)                                                 | 3차전 | 넥센 히어로즈 | 3 - 4  | 두산 베어스   | 서울종합운동장 야구장 | 18시 00분 | 20,697명 | 이원석 (두산 베어스)   |
| 10월 12일(토)                                                 | 4차전 | 넥센 히어로즈 | 1 - 2  | 두산 베어스   | 서울종합운동장 야구장 | 14시 00분 | 22,172명 | 최재훈 (두산 베어스)   |
| 10월 14일(월)                                                 | 5차전 | 두산 베어스   | 8 - 5  | 넥센 히어로즈 | 목동야구장            | 18시 00분 | 10,500명 | 유희관 (두산 베어스)   |
| 승리팀 : 두산 베어스, 준플레이오프 MVP : 최준석 (두산 베어스) |       |               |        |               |                       |           |          |                        |

### 1차전
10월 8일 - 목동야구장
| 팀 | 1 | 2 | 3 | 4 | 5 | 6 | 7 | 8 | 9 | R | H | E | B |
| 두산 베어스                                                                                                | 0 | 2 | 0 | 0 | 0 | 0 | 0 | 0 | 1 | 3 | 9 | 1 | 1 |
| 넥센 히어로즈 ◄                                                                                            | 2 | 0 | 0 | 0 | 0 | 1 | 0 | 0 | 1 | 4 | 8 | 0 | 7 |
| 승리 투수: 손승락 패전 투수: 윤명준 홀드: 강윤구, 한현희 홈런: 넥센 – 박병호(더스틴 니퍼트 상대로 1회 1점) |   |   |   |   |   |   |   |   |   |   |   |   |   |

- 1차전 MVP: 넥센 이택근 - 5타수 1안타 1타점
- 넥센 창단 첫 포스트시즌 승리
- 두산 4회 연속 준플레이오프 1차전 패배
- 두산 정수빈 역대 준 플레이오프 최다 안타 타이 기록(4안타 2타점)
- 넥센 이택근 역대 포스트 시즌 통산 20번째 끝내기 안타 (준 플레이오프 통산 역대 5번째)

1차전 선발로 넥센은 브랜던 나이트가, 두산은 더스틴 니퍼트가 각각 등판하였다.
1회초 넥센은 선두 타자 서건창이 유격수 내야 안타로 나간 후 곧바로 2루 도루를 감행하였고, 두산 포수 양의지의 송구 실책으로 3루까지 나갔다. 이어 서동욱의 좌익수 희생플라이로 선취점을 올렸고, 다음 타자 박병호가 두산 더스틴 니퍼트로부터 가운데 담장을 넘어가는 1점 홈런(비거리 125m)을 뽑아내며 2:0으로 앞서 나갔다.
그러나 이어진 2회초에 두산은 홍성흔의 내야 안타와 이원석의 좌익수 앞 2루타로 만든 1사 2,3루 상황에서 정수빈과 양의지의 연속 적시타로 2:2 동점을 만들었다.
이후 경기는 양 팀 선발 투수의 팽팽한 투수전으로 이어졌고, 6회말에서야 균형이 깨졌다. 6회말에 넥센은 선두 타자 박병호가 볼넷으로 출루한 후에 맞이한 2사 2루 상황에서 이성열이 좌익수 앞 1타점 적시타를 뽑아내며 3:2로 다시 앞서갔다. 그러나 두산은 9회초에 이원석의 좌익수 앞 안타와 정수빈의 중견수 키를 넘기는 3루타로 3:3으로 다시 동점이 되었다.
넥센은 9회말 유한준의 볼넷과 허도환의 보내기 번트, 서건창의 고의 볼넷, 장기영의 1루 땅볼로 만든 2사 주자 2,3루 상황에서 이택근이 끝내기 안타를 기록하며 팀 창단 후 첫 포스트시즌 경기 승리를 기록하였다.

### 2차전
10월 9일 - 목동야구장
| 팀                                  | 1 | 2 | 3 | 4 | 5 | 6 | 7 | 8 | 9 | 10 | R | H | E | B  |
| 두산 베어스                         | 0 | 0 | 0 | 0 | 0 | 0 | 0 | 1 | 1 | 0  | 2 | 6 | 1 | 4  |
| 넥센 히어로즈 ◄                     | 0 | 0 | 0 | 0 | 0 | 0 | 0 | 1 | 1 | 1  | 3 | 5 | 1 | 10 |
| 승리 투수: 한현희 패전 투수: 오현택 |   |   |   |   |   |   |   |   |   |    |   |   |   |    |

- 시구 : 이현봉 (넥센타이어 부회장)
- 2차전 MVP: 넥센 김지수 - 1타수 1안타 1타점
- 두산 홍상삼 역대 포스트시즌 한 이닝 최다 폭투 신기록 (3개)
- 두산 역대 준 플레이오프 최다 사사구 신기록 (10개)
- 넥센 김지수 역대 포스트 시즌 통산 21번째 끝내기 안타 (준 플레이오프 통산 역대 6번째)
- 넥센 역대 포스트 시즌 최초 2경기 연속 끝내기 승리

2차전 선발로 넥센은 앤디 밴 헤켄이, 두산은 유희관이 각각 등판하였다.
양 팀의 경기는 두 선발투수들의 팽팽한 투수전으로 흘러가다 8회초에 0의 균형이 깨졌다.
8회초 두산은 홍성흔의 볼넷과 이원석의 희생 번트, 오재원의 중전 안타로 만든 1사 1,3루에서 대타 오재일의 유격수 땅볼을 넥센이 병살 플레이로 연결하지 못하면서 먼저 선취점을 만들었다. 그러나 넥센은 8회말에 바로 동점을 만들었다. 8회말, 넥센은 서건창의 볼넷과 서동욱의 희생 번트, 이택근의 삼진으로 이어진 2사 2루 상황에서 두산의 투수 홍상삼의 연속 폭투로 홈을 밟아 1:1 동점을 만들었다.
균형이 다시 깨진 것은 9회초, 두산은 선두 타자 이종욱의 볼넷과 도루로 만든 무사 2루에서, 정수빈의 희생 번트 타구를 손승락이 송구 실책을 범하면서 2:1로 두산이 다시 리드를 잡았다. 하지만 9회말, 김민성의 볼넷과 장기영의 희생 번트, 유한준의 안타와 문우람의 볼넷으로 만든 1사 만루에서 서건창의 볼넷으로 밀어내기 1득점, 2:2로 다시 동점을 만들었고, 후속타 불발로 경기는 연장으로 접어들었다.
넥센은 10회말 박병호가 몸에 맞는 볼로 출루한 후, 오현택의 견제 실책으로 만든 1사 3루에서 대타로 나선 김지수가 끝내기 안타를 기록하며 2경기 연속 끝내기 승리를 기록하였다.

### 3차전
10월 11일 - 서울종합운동장 야구장
| 팀 | 1 | 2 | 3 | 4 | 5 | 6 | 7 | 8 | 9 | 10 | 11 | 12 | 13 | 14 | R | H  | E | B |
| 넥센 히어로즈 | 0 | 0 | 0 | 0 | 0 | 0 | 3 | 0 | 0 | 0  | 0  | 0  | 0  | 0  | 3 | 10 | 0 | 1 |
| 두산 베어스 ◄ | 1 | 0 | 0 | 2 | 0 | 0 | 0 | 0 | 0 | 0  | 0  | 0  | 0  | 1  | 4 | 8  | 2 | 6 |
| 승리 투수: 오현택 패전 투수: 김영민 홈런: 넥센 – 김민성(노경은 상대로 7회 3점) 두산 – 최준석, 홍성흔(이상 오재영 상대로 4회 각각 1점) |   |   |   |   |   |   |   |   |   |    |    |    |    |    |   |    |   |   |

- 시구 : 배우 주상욱
- 3차전 MVP: 두산 이원석 - 5타수 2안타 1타점
- 두산 최준석, 홍성흔 역대 포스트 시즌 20번째 백투백 홈런 (준 플레이오프 통산 5번째 백투백 홈런)
- 역대 준 플레이오프 최장 경기 시간 신기록 (4시간 43분)
- 두산 이원석 역대 포스트 시즌 통산 22번째 끝내기 안타 (준 플레이오프 통산 역대 7번째)
- 역대 포스트 시즌 역사상 최초 3경기 연속 홈팀 끝내기 승리
- 두산 4회 연속 3차전 승리

3차전 선발 투수로 넥센은 오재영이, 두산은 노경은이 등판하였다.
1회말부터 두산이 기선을 제압하였다. 이종욱의 볼넷과 도루, 민병헌의 희생플라이로 만든 1사 3루에서 김현수의 희생플라이로 먼저 1점을 올렸고, 4회말에는 오재영을 상대로 최준석의 왼쪽 담장을 넘기는 1점 홈런(비거리 115m)과 다음 타자 홍성흔의 왼쪽 담장을 넘기는 1점 홈런(비거리 125m)으로 3-0으로 벌렸다.
그러나 넥센은 7회초에 이택근의 3루 강습 내야 안타와 박병호의 볼넷으로 만든 무사 1,2루에서 김민성이 좌측 담장을 넘기는 3점 홈런(비거리 120m)을 뽑아내면서 경기를 원점으로 돌렸다.
이후 경기는 양팀의 불펜 투수들의 팽팽한 투수전으로 이어지며 연장전에 들어갔고, 14회말에 두산은 정수빈의 볼넷과 홍성흔의 우전 안타로 만든 무사 1,3루에서 이원석이 끝내기 안타를 기록하면서 첫 승을 따냈다.

### 4차전
10월 12일 - 서울종합운동장 야구장
| 팀 | 1 | 2 | 3 | 4 | 5 | 6 | 7 | 8 | 9 | R | H | E | B |
| 넥센 히어로즈 | 1 | 0 | 0 | 0 | 0 | 0 | 0 | 0 | 0 | 1 | 8 | 0 | 4 |
| 두산 베어스 ◄ | 0 | 0 | 0 | 0 | 0 | 2 | 0 | 0 | X | 2 | 6 | 0 | 5 |
| 승리 투수: 데릭 핸킨스 패전 투수: 앤디 밴 헤켄 세이브: 더스틴 니퍼트 홈런: 두산 – 최재훈(앤디 밴 헤켄 상대로 6회 2점) |   |   |   |   |   |   |   |   |   |   |   |   |   |

- 시구 : 가수 케이윌
- 4차전 MVP: 두산 최재훈 - 3타수 1안타 2타점 1홈런

4차전 선발 투수로 넥센은 문성현이, 두산은 이재우가 등판하였다.
1회초에 넥센은 서건창의 안타와 도루, 문우람의 희생 번트로 만든 1사 3루 상황에서 이택근의 적시타로 1:0으로 앞서 나갔다. 이후 경기는 6회말까지 양 팀의 투수전으로 이어졌다.
두산은 6회말에 오재원의 안타로 만든 1사 1루에서 최재훈이 앤디 밴 헤켄을 상대로 왼쪽 담장을 넘기는 2점 홈런(비거리 120m)를 뽑아내면서 2:1로 역전하였다.
이후 두산은 더스틴 니퍼트가 8회에 등판하여 2이닝을 무실점으로 막으며 경기를 마무리하였고, 승부는 원점이 되어 마지막 5차전까지 끌고 가게 되었다.

### 5차전
10월 14일 - 목동야구장
| 팀 | 1 | 2 | 3 | 4 | 5 | 6 | 7 | 8 | 9 | 10 | 11 | 12 | 13 | R | H  | E | B |
| 두산 베어스 ◄ | 0 | 0 | 0 | 3 | 0 | 0 | 0 | 0 | 0 | 0  | 0  | 0  | 5  | 8 | 10 | 0 | 7 |
| 넥센 히어로즈 | 0 | 0 | 0 | 0 | 0 | 0 | 0 | 0 | 3 | 0  | 0  | 0  | 2  | 5 | 8  | 0 | 4 |
| 승리 투수: 윤명준 패전 투수: 강윤구 홀드: 변진수 홈런: 두산 – 이원석(브랜던 나이트 상대로 4회 3점), 최준석(강윤구 상대로 13회 1점), 오재원(이정훈 상대로 13회 3점) 넥센 – 박병호(더스틴 니퍼트 상대로 9회 3점), 이택근(정재훈 상대로 13회 2점) |   |   |   |   |   |   |   |   |   |    |    |    |    |   |    |   |   |

- 시구 : 정효순 (넥센 히어로즈 팬)
- 5차전 MVP: 두산 유희관 - 7이닝 1피안타 9탈삼진 무실점
- 준 플레이오프 MVP : 두산 최준석 - 타율 0.429, 7타수 3안타(2홈런) 2타점
- 두산 최준석 역대 포스트 시즌 18번째 대타 홈런 (준 플레이오프 통산 6호 홈런)
- 역대 포스트 시즌 연장 최다득점 신기록 (7점)
- 역대 준 플레이오프 최장 경기 시간 신기록 (4시간 53분)

5차전 선발 투수로 넥센은 브랜던 나이트가, 두산은 유희관이 등판하였다.
초반부터 양팀 선발 투수들이 호투하였으나, 4회초에 두산은 오재일과 홍성흔의 연속 볼넷으로 만든 1사 1,2루에서 이원석이 브랜던 나이트의 4구를 받아쳐 왼쪽 담장을 넘기는 3점 홈런(비거리 115m)을 뽑아내며 3:0으로 앞서 나갔다.
이후 경기는 다시 투수전 양상으로 흘러갔다. 넥센은 선발 브랜던 나이트에 이어 오재영, 한현희, 손승락으로 이어지는 계투로 경기를 풀어나갔고, 두산은 선발 유희관이 7이닝동안 단 1안타만 허용하는 호투를 펼쳤다.
그러나 넥센은 9회말에 대타 문우람과 서건창의 연속 안타로 무사 1,2루를 만들었고 이어진 두 타자가 삼진을 당하였지만 다음 타자 박병호가 더스틴 니퍼트를 상대로 가운데 담장을 넘어가는 3점 홈런(비거리 125m)을 뽑아내며 극적으로 3:3 동점을 만들며 경기를 연장으로 끌고 갔다.
13회초에 두산은 대타 최준석이 강윤구를 상대로 가운데 담장을 넘어가는 1점 홈런(비거리 125m)을 기록하며 4-3으로 다시 앞서 나갔고, 이어서 정수빈의 볼넷과 폭투로 잡은 무사 2루 상황에서 민병헌의 2루타로 1점을 더 추가하였고, 이후 2사 1,2루 상황에서 오재원의 3점 홈런(비거리 125m)이 터지며, 8:3으로 크게 앞서 나갔다.
넥센은 이어진 13회말에 이택근의 2점 홈런(비거리 115m)으로 8:5로 따라 붙었지만 승부를 뒤집지 못하였다. 두산의 최준석은 기자단 투표 68표 중 35표를 얻으면서 준 플레이오프 MVP에 뽑혔다.

## 플레이오프

### 출장자 명단

#### LG 트윈스
- 감독 - 김기태
- 코치 - 조계현, 김무관, 김인호, 장광호, 차명석, 최태원, 강상수, 유지현
- 투수 - 류제국, 레다메스 리즈, 우규민, 신정락, 신재웅, 봉중근, 류택현, 정현욱, 이상열, 이동현, 유원상, 임정우 (12명)
- 포수 - 현재윤, 윤요섭 (2명)
- 내야수 - 권용관, 정성훈, 손주인, 오지환, 김용의, 문선재 (6명)
- 외야수 - 이병규 (9번), 박용택, 이진영, 이병규 (7번), 정의윤, 이대형, 양영동 (7명)

#### 두산 베어스
- 감독 - 김진욱
- 코치 - 황병일, 송재박, 정명원, 강성우, 장원진, 권명철, 김민재, 조원우
- 투수 - 김선우, 이재우, 정재훈, 노경은, 오현택, 유희관, 홍상삼, 윤명준, 변진수, 더스틴 니퍼트, 데릭 핸킨스 (11명)
- 포수 - 양의지, 최재훈 (2명)
- 내야수 - 홍성흔, 손시헌, 최준석, 이원석, 오재원, 김재호, 오재일, 최주환, 허경민 (9명)
- 외야수 - 임재철, 이종욱, 김현수, 민병헌, 정수빈 (5명)

### 경기 기록
| 일시                                                        | 경기  | 원정팀(선공) | 스코어 | 홈팀(후공)  | 개최 구장             | 개시 시각 | 관중수   | 경기 MVP             |
| ----------------------------------------------------------- | ----- | ------------ | ------ | ----------- | --------------------- | --------- | -------- | -------------------- |
| 10월 16일(수)                                               | 1차전 | 두산 베어스  | 4 - 2  | LG 트윈스   | 서울종합운동장 야구장 | 18시 00분 | 25,500명 | 노경은 (두산 베어스) |
| 10월 17일(목)                                               | 2차전 | 두산 베어스  | 0 - 2  | LG 트윈스   | 서울종합운동장 야구장 | 18시 00분 | 25,500명 | 리즈 (LG 트윈스)     |
| 10월 19일(토)                                               | 3차전 | LG 트윈스    | 4 - 5  | 두산 베어스 | 서울종합운동장 야구장 | 14시 00분 | 25,500명 | 정수빈 (두산 베어스) |
| 10월 20일(일)                                               | 4차전 | LG 트윈스    | 1 - 5  | 두산 베어스 | 서울종합운동장 야구장 | 14시 00분 | 25,500명 | 최준석 (두산 베어스) |
| 승리팀 : 두산 베어스, 플레이오프 MVP : 유희관 (두산 베어스) |       |              |        |             |                       |           |          |                      |

### 1차전
10월 16일 - 서울종합운동장 야구장
| 팀                                                                                             | 1 | 2 | 3 | 4 | 5 | 6 | 7 | 8 | 9 | R | H | E | B |
| 두산 베어스 ◄                                                                                  | 2 | 0 | 0 | 0 | 0 | 0 | 1 | 0 | 1 | 4 | 7 | 0 | 5 |
| LG 트윈스                                                                                      | 2 | 0 | 0 | 0 | 0 | 0 | 0 | 0 | 0 | 2 | 4 | 2 | 4 |
| 승리 투수: 노경은 패전 투수: 이동현 세이브: 홍상삼 홈런: LG – 이병규(7)(노경은 상대로 1회 2점) |   |   |   |   |   |   |   |   |   |   |   |   |   |

- 시구 : 배우 겸 가수 안재욱
- 1차전 MVP: 두산 노경은 - 6이닝 2탈삼진 4피안타 2실점

1차전 선발로 LG는 류제국이, 두산은 노경은이 각각 등판하였다.
1회초에 두산은 이종욱이 3루타로 나간 후에 정수빈의 볼넷, 김현수의 적시타로 1:0으로 앞서 나갔고, 최준석의 타구를 3루수 정성훈이 홈으로 던진 공이 빠지는 바람에 2:0으로 앞서 나갔다.
LG는 이어진 1회말에서 박용택이 우익수 앞 안타를 치고 출루한 후 다음 타자 이병규(7)가 초구를 받아쳐 왼쪽 담장을 넘어가는 2점 홈런(비거리 105m)으로 2:2 동점을 만들었다. 이후 양팀의 경기는 7회초까지 투수전으로 전개되었다.
7회초에 두산은 첫 타자 이종욱의 안타와 정수빈의 희생 번트로 만든 1사 2루 상황에서 김현수가 땅볼을 치면서 2사 3루가 되었고, 최준석이 3루수 땅볼 타구를 날렸으나 정성훈이 공을 더듬는 실책을 하면서 이종욱이 홈으로 들어오면서 3:2가 되었다.
이후 9회초에도 두산은 김재호가 2루타를 치고 나간 후 맞이한 1사 2루 상황에서 정수빈이 중견수 앞 1타점 적시타를 터뜨리며 4:2로 앞서 나갔고, 홍상삼이 7회말부터 마운드에 올라 3이닝 동안 무실점 무피안타 2삼진으로 막아내며 승리에 기여하였다.
한편 이날 경기에서는 4회초 두산 공격 때 응원석에서 응원을 위해 앰프를 지나치게 크게 트는 바람에 장내에서 과도한 앰프 사용을 자제해 달라는 방송이 나가기도 했다.

### 2차전
10월 17일 - 서울종합운동장 야구장
| 팀                                                        | 1 | 2 | 3 | 4 | 5 | 6 | 7 | 8 | 9 | R | H  | E | B |
| 두산 베어스                                               | 0 | 0 | 0 | 0 | 0 | 0 | 0 | 0 | 0 | 0 | 1  | 1 | 2 |
| LG 트윈스 ◄                                               | 0 | 2 | 0 | 0 | 0 | 0 | 0 | 0 | X | 2 | 10 | 0 | 6 |
| 승리 투수: 레다메스 리즈 패전 투수: 이재우 세이브: 봉중근 |   |   |   |   |   |   |   |   |   |   |    |   |   |

- 시구 : 가수 홍경민
- 2차전 MVP: LG 레다메스 리즈 - 8이닝 10탈삼진 1피안타 무실점
- LG 김용의 포스트 시즌 한 경기 최다 희생타 신기록 (3개)
- LG, 3996일 만의 포스트 시즌 승리

2차전 선발로 LG는 레다메스 리즈가, 두산은 이재우가 각각 등판하였다.
LG는 2회말에 이병규(7)와 오지환의 볼넷과 손주인의 희생 번트로 만든 1사 2,3루 상황에서 윤요섭의 1타점 희생 플라이와 박용택의 1타점 적시 2루타로 2:0으로 앞서 나갔다. 이후 양팀의 경기는 투수전 양상으로 흐르면서 양팀 모두 더 이상의 추가 점수 없이 끝났다. 이로써 양팀 전적은 1승 1패가 되었다.

### 3차전
10월 19일 - 서울종합운동장 야구장
| 팀                                                                     | 1 | 2 | 3 | 4 | 5 | 6 | 7 | 8 | 9 | R | H  | E | B |
| LG 트윈스                                                              | 1 | 0 | 0 | 0 | 1 | 1 | 0 | 0 | 1 | 4 | 12 | 4 | 5 |
| 두산 베어스 ◄                                                          | 0 | 0 | 3 | 1 | 0 | 1 | 0 | 0 | X | 5 | 7  | 1 | 8 |
| 승리 투수: 더스틴 니퍼트 패전 투수: 신재웅 세이브: 정재훈 홀드: 홍상삼 |   |   |   |   |   |   |   |   |   |   |    |   |   |

- 시타 : 이명현 (성악가)
- 시구 : 배우 이서진
- 3차전 MVP: 두산 정수빈 - 3타수 2안타 1타점 1득점
- LG, 역대 포스트시즌 한 이닝 최다 실책 타이 기록 - 3개

3차전 선발로 LG는 신재웅이, 두산은 더스틴 니퍼트가 각각 등판하였다.
LG는 1회초에 김용의와 이진영의 연속 볼넷과 더블 스틸로 만든 1사 2,3루 상황에서 정성훈의 1루수 땅볼 때 김용의가 홈으로 들어오면서 1:0으로 앞서 나갔다.
그러나 두산은 3회말 김재호가 유격수 실책으로, 민병헌의 볼넷과 임재철의 우익수 앞 안타로 나가며 만든 무사 만루에서 김현수의 1루수 땅볼 타구에 3루 주자 김재호가 아웃 되었지만, LG 포수 윤요섭의 송구 실책으로 2루 주자 민병헌이 홈으로 들어온 뒤 LG 3루수 김용의의 주루 방해로 임재철까지 들어오며 2:1로 뒤집었고, 최준석의 안타로 만든 2사 1,2루에서 이원석의 1타점 2루타로 3:1을 만들었다. 4회말에도 두산은 임재철의 볼넷으로 만든 2사 1루 상황에서 정수빈의 1타점 적시 3루타로 1점을 추가하였다.
LG는 5회초 박용택과 김용의의 연속 안타와 이진영의 1루수 땅볼로 만든 1사 1,3루에서 정성훈의 적시타로 1점을 만회했고, 6회초에 오지환의 몸에 맞는 볼과 도루, 손주인의 2루수 땅볼로 만든 1사 3루에서 더스틴 니퍼트의 폭투로 3루 주자가 홈으로 들어오면서 4:3을 만들었다.
그러나 두산은 6회말에 임재철의 볼넷과 정수빈의 번트 안타로 만든 2사 1,2루 상황에서 최주환의 1타점 적시타로 점수차를 다시 벌려 놓았다.
LG는 9회초 1사 후에 김용의의 3루타와 이진영의 적시타로 1점을 만회했지만 정성훈의 안타 때 임재철의 호송구로 대주자 이대형이 홈에서 아웃되었고, 이병규(9)의 안타 때도 민병헌의 호송구-최재훈의 블로킹에 의해 대주자 문선재 역시 홈에서 아웃되었다. 이로써 두산은 2승째를 기록하였다.

### 4차전
10월 20일 14:00 - 서울종합운동장 야구장
| 팀                                                                                                  | 1 | 2 | 3 | 4 | 5 | 6 | 7 | 8 | 9 | R | H | E | B |
| LG 트윈스                                                                                           | 0 | 0 | 0 | 0 | 0 | 0 | 1 | 0 | 0 | 1 | 8 | 2 | 3 |
| 두산 베어스 ◄                                                                                       | 0 | 1 | 0 | 0 | 0 | 0 | 1 | 3 | X | 5 | 8 | 0 | 3 |
| 승리 투수: 유희관 패전 투수: 우규민 세이브: 데릭 핸킨스 홈런: 두산 – 최준석 (봉중근 상대로 8회 1점) |   |   |   |   |   |   |   |   |   |   |   |   |   |

- 시구 : 배우 이다해
- 4차전 MVP: 두산 최준석 - 1타수 1안타 1타점 1홈런
- 플레이오프 MVP : 두산 유희관 - 7이닝 6피안타 3볼넷 5탈삼진 1실점
- 두산 최준석 역대 포스트 시즌 19번째 대타 홈런
- 두산 역대 포스트 시즌 한이닝 최다 3루타 신기록: 2개

4차전 선발로 LG는 우규민이, 두산은 유희관이 각각 등판하였다.
두산은 2회말에 이원석과 오재원의 연속 안타로 만든 2사 1,2루 상황에서 최재훈의 1루 땅볼을 김용의가 실책하는 바람에 두산이 1:0으로 앞서 나갔다. 그리고 7회초까지 팽팽한 투수전으로 흘러갔다.
LG는 7회초에 윤요섭의 안타가 나온 뒤 박용택이 2루타를 치자 대주자로 나선 이대형이 홈에 들어와 1:1이 되었다. 그러나 7회말에 두산은 임재철의 몸에 맞는 볼, 최재훈의 희생 번트, 김재호의 몸에 맞는 볼과 LG 투수 이상열의 폭투로 만든 1사 2,3루 상황에서 이종욱의 희생 플라이로 1점을 얻으며 2:1을 만들었다.
두산은 8회말에 대타 최준석이 오른쪽 담장을 넘어가는 1점 홈런(비거리 115m)를 쳤고, 오재일이 친 공이 LG 박용택의 실책에 의하여 오재일이 직접 홈까지 들어오면서 1점을 더 추가했다. 뒤이어 오재원의 3루타와 민병헌의 적시타로 8회에만 3점을 뽑아내며 승리를 가져갔다.
이로써 두산은 2008년 이후 5년 만에 한국시리즈에 진출하게 되었다. 두산의 유희관은 기자단 투표 68표 중 17표를 얻으면서 플레이오프 MVP에 뽑혔다.

## 한국시리즈
한국시리즈에서는 삼성 라이온즈와 두산 베어스가 7전 4선승제 대결을 펼친다.

## 중계 일정
2013년 한국 프로 야구 포스트시즌은 다음과 같은 방송사로부터 중계방송되었다.

### TV 중계

#### 준플레이오프
- 1차전 (10월 8일)
  - KBS 2TV 캐스터:김현태 해설:이용철

- 2차전 (10월 9일)
  - MBC TV  캐스터:한광섭 해설:허구연

- 3차전 (10월 11일)
  - KBS N Sports, MBC Sports+, SBS Sports, XTM
  - (주관방송사 - XTM 캐스터:임용수 해설:이효봉)

- 4차전 (10월 12일)
  - SBS TV  캐스터:박찬민 해설:김정준,김재현

- 5차전 (10월 14일)
  - MBC TV 캐스터:한광섭 해설:허구연

#### 플레이오프
- 1차전 (10월 16일)
  - MBC TV  캐스터:한광섭 해설:허구연

- 2차전 (10월 17일)
  - KBS 2TV 캐스터:유지철 해설:이용철

- 3차전 (10월 19일)
  - SBS TV  캐스터:박찬민 해설:김정준,김재현

- 4차전 (10월 20일)
  - KBS N Sports, MBC Sports+, SBS Sports, XTM
  - (주관방송사 - MBC Sports+ 캐스터:한명재 해설:허구연)

### 라디오 중계

#### 준플레이오프
- 1차전 (10월 8일)
- 2차전 (10월 9일)
- 3차전 (10월 11일)
- 4차전 (10월 12일)
- 5차전 (10월 14일)

#### 플레이오프
- 1차전 (10월 16일)
  - KBS 제2라디오
- 2차전 (10월 17일)
  - KBS 제2라디오
- 3차전 (10월 19일)
  - KBS 제2라디오
- 4차전 (10월 20일)
  - KBS 제2라디오

## 같이 보기
- 2013년 한국프로야구
- 2013년 한국시리즈